# 370'erne
Århundreder: 3. århundrede – 4. århundrede – 5. århundrede
Årtier: 320'erne 330'erne 340'erne 350'erne 360'erne – 370'erne – 380'erne 390'erne 400'erne 410'erne 420'erne
År: 370 371 372 373 374 375 376 377 378 379